# О.п. Архарлы (платформа)
Остановочный пункт Архарлы (каз. Арқарлы аялдамасы) — остановочный пункт Казахстанских железных дорог, расположенный возле села Архарлы.